# Skansholmen; Västra
Skansholmen; Västra este o arie protejată (arie specială de conservare — SAC, sit de importanță comunitară — SCI) din Suedia întinsă pe o suprafață de 3,6 ha, integral pe uscat.

## Localizare
Centrul sitului Skansholmen; Västra este situat la coordonatele 63°08′00″N 14°25′28″E / 63.1332°N 14.4244°E.

## Înființare
Situl Skansholmen; Västra a fost declarat sit de importanță comunitară în ianuarie 2002 pentru a proteja un număr necunoscut de specii din flora spontană și fauna sălbatică aflate în arealul zonei. Situl a fost protejat și ca arie specială de conservare în martie 2011.

## Biodiversitate
Situată în ecoregiunea boreală, aria protejată conține 1 habitat natural: Păduri fino-scandinave bogate în ierburi cu Picea abies.
La baza desemnării sitului se află un număr nedeclarat de specii protejate.